# 울지씨
울지씨(중국어 정체자: 尉遲氏, 병음: Yùchí) 또는 위지씨는 삼국 시대와 진나라 시기의 선비족 지파인 울지선비(尉遲部)의 성씨로서, 일부 자손들은 위씨(尉氏) 또는 지씨(遲氏)로 바꾸었다. 또한 호탄 왕국의 지배 계층을 형성하였으며, 복도(伏闍) 또는 호탄어로 비자야(Vijaya, Viśa)라고도 불렸다.